# Box-office français de 2010 à 2019
Cette page liste les films ayant dépassés le million d'entrées en salle en France entre 2010 et 2019.

## Les 100 premiers
| Rang | Titre                                                | Année | Entrées    | Nationalité                 |
| ---- | ---------------------------------------------------- | ----- | ---------- | --------------------------- |
| 1    | Intouchables                                         | 2011  | 19 490 688 | France                      |
| 2    | Qu'est-ce qu'on a fait au Bon Dieu ?                 | 2014  | 12 361 430 | France                      |
| 3    | Star Wars, épisode VII : Le Réveil de la Force       | 2015  | 10 507 561 | États-Unis                  |
| 4    | Le Roi lion                                          | 2019  | 10 017 995 | États-Unis                  |
| 5    | Rien à déclarer                                      | 2011  | 8 150 825  | France                      |
| 6    | La Famille Bélier                                    | 2014  | 7 450 944  | France                      |
| 7    | La Reine des neiges 2                                | 2019  | 7 401 300  | États-Unis                  |
| 8    | Star Wars, épisode VIII : Les Derniers Jedi          | 2017  | 7 076 549  | États-Unis                  |
| 9    | Skyfall                                              | 2012  | 7 003 902  | États-Unis Royaume-Uni      |
| 10   | Avengers: Endgame                                    | 2019  | 6 942 474  | États-Unis                  |
| 11   | Qu'est-ce qu'on a encore fait au Bon Dieu ?          | 2019  | 6 711 618  | France                      |
| 12   | L'Âge de glace 4 : La Dérive des Continents          | 2012  | 6 588 883  | États-Unis                  |
| 13   | Les Minions                                          | 2015  | 6 588 715  | États-Unis                  |
| 14   | Harry Potter et les Reliques de la Mort - 2e partie  | 2011  | 6 512 424  | Royaume-Uni États-Unis      |
| 15   | Harry Potter et les Reliques de la Mort - 1re partie | 2010  | 6 016 776  | Royaume-Uni États-Unis      |
| 16   | Star Wars, épisode IX : L'Ascension de Skywalker     | 2019  | 5 911 207  | États-Unis                  |
| 17   | Les Indestructibles 2                                | 2018  | 5 845 365  | États-Unis                  |
| 18   | Les Tuche 3                                          | 2018  | 5 683 667  | France                      |
| 19   | Moi, moche et méchant 3                              | 2017  | 5 637 548  | États-Unis                  |
| 20   | La Ch'tite Famille                                   | 2018  | 5 626 049  | France                      |
| 21   | Vaiana : La Légende du bout du monde                 | 2016  | 5 625 807  | États-Unis                  |
| 22   | Joker                                                | 2019  | 5 606 729  | États-Unis                  |
| 23   | Les Petits Mouchoirs                                 | 2010  | 5 457 251  | France                      |
| 24   | Les Aventures de Tintin : Le Secret de La Licorne    | 2011  | 5 309 485  | États-Unis                  |
| 25   | Sur la piste du Marsupilami                          | 2012  | 5 304 366  | France                      |
| 26   | Supercondriaque                                      | 2014  | 5 269 924  | France                      |
| 27   | Jurassic World                                       | 2015  | 5 204 879  | États-Unis                  |
| 28   | Lucy                                                 | 2014  | 5 203 226  | France                      |
| 29   | La Reine des neiges                                  | 2013  | 5 151 855  | États-Unis                  |
| 30   | Avengers: Infinity War                               | 2018  | 5 141 500  | États-Unis                  |
| 31   | Rogue One: A Star Wars Story                         | 2016  | 5 076 199  | États-Unis                  |
| 32   | Spectre                                              | 2015  | 4 982 985  | Royaume-Uni                 |
| 33   | Inception                                            | 2010  | 4 915 637  | États-Unis                  |
| 34   | Le Hobbit : La Bataille des Cinq Armées              | 2014  | 4 848 676  | États-Unis                  |
| 35   | Zootopie                                             | 2016  | 4 845 109  | États-Unis                  |
| 36   | Pirates des Caraïbes : La Fontaine de Jouvence       | 2011  | 4 755 981  | États-Unis                  |
| 37   | Le Hobbit : La Désolation de Smaug                   | 2013  | 4 701 246  | États-Unis Nouvelle-Zélande |
| 38   | Moi, moche et méchant 2                              | 2013  | 4 655 036  | États-Unis France           |
| 39   | Fast & Furious 7                                     | 2015  | 4 637 718  | États-Unis                  |
| 40   | Shrek 4 : Il était une fin                           | 2010  | 4 626 169  | États-Unis                  |
| 41   | Les Tuche 2 : Le Rêve américain                      | 2016  | 4 619 897  | France                      |
| 42   | La Vérité si je mens ! 3                             | 2012  | 4 613 791  | France                      |
| 43   | Toy Story 4                                          | 2019  | 4 599 884  | États-Unis                  |
| 44   | RAID Dingue                                          | 2017  | 4 571 310  | France                      |
| 45   | Alice au pays des merveilles                         | 2010  | 4 536 669  | États-Unis                  |
| 46   | Twilight, chapitre V : Révélation, 2e partie         | 2012  | 4 525 647  | États-Unis                  |
| 47   | Vice-versa                                           | 2015  | 4 516 453  | États-Unis                  |
| 48   | Avengers                                             | 2012  | 4 505 704  | États-Unis                  |
| 49   | Le Hobbit : Un Voyage inattendu                      | 2012  | 4 505 525  | États-Unis Nouvelle-Zélande |
| 50   | Coco                                                 | 2017  | 4 505 123  | États-Unis                  |
| 51   | Les Nouvelles Aventures d'Aladin                     | 2015  | 4 439 602  | France                      |
| 52   | The Dark Knight Rises                                | 2012  | 4 413 773  | États-Unis                  |
| 53   | Iron Man 3                                           | 2013  | 4 386 939  | États-Unis                  |
| 54   | Bohemian Rhapsody                                    | 2018  | 4 372 279  | États-Unis                  |
| 55   | Toy Story 3                                          | 2010  | 4 362 701  | États-Unis                  |
| 56   | Avengers : L'Ère d'Ultron                            | 2015  | 4 331 356  | États-Unis                  |
| 57   | Django Unchained                                     | 2013  | 4 303 569  | États-Unis                  |
| 58   | Le Grand Bain                                        | 2018  | 4 269 036  | France                      |
| 59   | Gravity                                              | 2013  | 4 094 466  | États-Unis                  |
| 60   | Cinquante nuances de Grey                            | 2015  | 4 068 085  | États-Unis                  |
| 61   | Valérian et la Cité des mille planètes               | 2017  | 4 040 253  | France                      |
| 62   | Les Animaux fantastiques : Les Crimes de Grindelwald | 2018  | 4 036 279  | États-Unis                  |
| 63   | Les Animaux fantastiques                             | 2016  | 4 000 807  | États-Unis                  |
| 64   | Raiponce                                             | 2010  | 3 986 786  | États-Unis                  |
| 65   | Camping 2                                            | 2010  | 3 978 284  | France                      |
| 66   | Les Profs                                            | 2013  | 3 957 176  | France                      |
| 67   | Baby Boss                                            | 2017  | 3 956 359  | États-Unis                  |
| 68   | Twilight, chapitre III : Hésitation                  | 2010  | 3 930 977  | États-Unis                  |
| 69   | Astérix : Le Secret de la potion magique             | 2018  | 3 923 364  | France                      |
| 70   | The Revenant                                         | 2016  | 3 846 911  | États-Unis                  |
| 71   | La Princesse et la grenouille                        | 2010  | 3 843 786  | États-Unis                  |
| 72   | Fast & Furious 8                                     | 2017  | 3 838 447  | États-Unis                  |
| 73   | Astérix et Obélix : Au service de Sa Majesté         | 2012  | 3 820 404  | France                      |
| 74   | L'Arnacoeur                                          | 2010  | 3 798 089  | France                      |
| 75   | Le Chat Potté                                        | 2011  | 3 794 833  | États-Unis                  |
| 76   | La Planète des singes : L'Affrontement               | 2014  | 3 783 833  | États-Unis                  |
| 77   | Deadpool                                             | 2016  | 3 763 671  | États-Unis                  |
| 78   | Comme des bêtes                                      | 2016  | 3 745 575  | États-Unis                  |
| 79   | Le Livre de la jungle                                | 2016  | 3 720 327  | États-Unis                  |
| 80   | Black Panther                                        | 2018  | 3 688 070  | États-Unis                  |
| 81   | Pirates des Caraïbes : La Vengeance de Salazar       | 2017  | 3 676 016  | États-Unis                  |
| 82   | Taxi 5                                               | 2018  | 3 653 933  | France                      |
| 83   | Jurassic World: Fallen Kingdom                       | 2018  | 3 642 158  | États-Unis                  |
| 84   | Twilight, chapitre IV : Révélation, 1re partie       | 2011  | 3 638 210  | États-Unis                  |
| 85   | Alibi.com                                            | 2017  | 3 581 581  | France                      |
| 86   | La Belle et la Bête                                  | 2017  | 3 568 384  | États-Unis                  |
| 87   | Tous en scène                                        | 2016  | 3 526 954  | États-Unis                  |
| 88   | L'Âge de glace : Les Lois de l'Univers               | 2016  | 3 500 084  | États-Unis                  |
| 89   | Les Profs 2                                          | 2015  | 3 494 244  | France                      |
| 90   | Le Monde de Dory                                     | 2016  | 3 437 858  | États-Unis                  |
| 91   | Dragons 2                                            | 2014  | 3 376 525  | États-Unis                  |
| 92   | Jumanji : Bienvenue dans la jungle                   | 2017  | 3 376 160  | États-Unis                  |
| 93   | Captain Marvel                                       | 2019  | 3 374 568  | États-Unis                  |
| 94   | Madagascar 3 : Bons baisers d'Europe                 | 2012  | 3 343 533  | États-Unis                  |
| 95   | Le Prénom                                            | 2012  | 3 340 610  | France                      |
| 96   | Dragons 3 : Le Monde caché                           | 2019  | 3 367 445  | États-Unis                  |
| 97   | Rio 2                                                | 2014  | 3 361 547  | États-Unis                  |
| 98   | X-Men: Days of Future Past                           | 2012  | 3 289 100  | États-Unis                  |
| 99   | Aquaman                                              | 2018  | 3 271 826  | États-Unis                  |
| 100  | Jumanji: Next Level                                  | 2019  | 3 254 702  | États-Unis                  |

## De 101 à 200
| Rang | Titre                                              | Année | Entrées   | Nationalité |
| ---- | -------------------------------------------------- | ----- | --------- | ----------- |
| 101  | La Planète des singes : Les Origines               | 2011  | 3 240 118 | États-Unis  |
| 102  | Demain tout commence                               | 2016  | 3 237 948 | France      |
| 103  | Rebelle                                            | 2012  | 3 233 520 | États-Unis  |
| 104  | Les Gardiens de la Galaxie Vol. 2                  | 2017  | 3 232 533 | États-Unis  |
| 105  | Hunger Games : La Révolte, partie 1                | 2014  | 3 228 348 | États-Unis  |
| 106  | Spider-Man: Far From Home                          | 2019  | 3 226 105 | États-Unis  |
| 107  | Camping 3                                          | 2016  | 3 223 877 | France      |
| 108  | Des hommes et des dieux                            | 2010  | 3 204 147 | France      |
| 109  | Babysitting 2                                      | 2015  | 3 203 541 | France      |
| 110  | Le Labyrinthe : La Terre brûlée                    | 2015  | 3 200 015 | États-Unis  |
| 111  | Hunger Games : L'Embrasement                       | 2013  | 3 140 889 | États-Unis  |
| 112  | Arthur et la guerre des deux mondes                | 2010  | 3 127 246 | France      |
| 113  | Le Labyrinthe                                      | 2014  | 3 127 112 | États-Unis  |
| 114  | Cinquante nuances plus sombres                     | 2017  | 3 120 922 | États-Unis  |
| 115  | Shutter Island                                     | 2010  | 3 113 153 | États-Unis  |
| 116  | Invictus                                           | 2010  | 3 110 194 | États-Unis  |
| 117  | Samba                                              | 2014  | 3 110 070 | France      |
| 118  | American Sniper                                    | 2015  | 3 102 636 | États-Unis  |
| 119  | Hôtel Transylvanie 3 : Des vacances monstrueuses   | 2018  | 3 075 076 | États-Unis  |
| 120  | The Artist                                         | 2011  | 3 064 827 | France      |
| 121  | Le Discours d'un roi                               | 2011  | 3 024 322 | Royaume-Uni |
| 122  | Le sens de la fête                                 | 2017  | 3 020 694 | France      |
| 123  | Mission impossible : Fallout                       | 2018  | 3 010 246 | États-Unis  |
| 124  | Le Loup de Wall Street                             | 2013  | 3 009 494 | États-Unis  |
| 125  | Moi, Moche et Méchant                              | 2010  | 3 008 069 | États-Unis  |
| 126  | Insaisissables                                     | 2013  | 3 005 837 | États-Unis  |
| 127  | Belle et Sébastien                                 | 2013  | 3 005 484 | France      |
| 128  | Astérix : Le Domaine des dieux                     | 2014  | 2 996 184 | France      |
| 129  | Fast and Furious 6                                 | 2013  | 2 996 362 | États-Unis  |
| 130  | Captain America : Civil War                        | 2016  | 2 983 655 | États-Unis  |
| 131  | Cars 2                                             | 2011  | 2 975 790 | États-Unis  |
| 132  | Radin !                                            | 2016  | 2 920 360 | France      |
| 133  | Les Garçons et Guillaume, à table !                | 2013  | 2 907 206 | France      |
| 134  | Taken 2                                            | 2012  | 2 903 637 | France      |
| 135  | Le Monde de Narnia : L'Odyssée du Passeur d'Aurore | 2010  | 2 893 712 | États-Unis  |
| 136  | Papa ou maman                                      | 2015  | 2 888 215 | France      |
| 137  | La Planète des singes : Suprématie                 | 2017  | 2 883 962 | États-Unis  |
| 138  | Hunger Games : La Révolte, partie 2                | 2017  | 2 882 374 | États-Unis  |
| 139  | Océans                                             | 2010  | 2 874 748 | France      |
| 140  | La Rafle                                           | 2010  | 2 851 122 | France      |
| 141  | Le Labyrinthe : Le Remède mortel                   | 2018  | 2 842 864 | États-Unis  |
| 142  | Les Cinq Légendes                                  | 2012  | 2 833 326 | États-Unis  |
| 143  | Mission impossible : Rogue Nation                  | 2015  | 2 804 822 | États-Unis  |
| 144  | Nous finirons ensemble                             | 2019  | 2 800 004 | France      |
| 145  | Paddington                                         | 2014  | 2 782 705 | Royaume-Uni |
| 146  | Les Schtroumpfs                                    | 2011  | 2 773 800 | États-Unis  |
| 147  | Cinquante nuances plus claires                     | 2018  | 2 767 753 | États-Unis  |
| 148  | Cars 3                                             | 2017  | 2 766 647 | États-Unis  |
| 149  | Cinquante nuances plus claires                     | 2018  | 2 759 444 | États-Unis  |
| 150  | Le Voyage d'Arlo                                   | 2015  | 2 748 507 | États-Unis  |
| 151  | La La Land                                         | 2016  | 2 746 019 | États-Unis  |
| 152  | Les Trolls                                         | 2016  | 2 740 550 | États-Unis  |
| 153  | Maléfique : Le Pouvoir du mal                      | 2019  | 2 718 604 | États-Unis  |
| 154  | Les Seigneurs                                      | 2012  | 2 715 019 | France      |
| 155  | Miss Peregrine et les Enfants particuliers         | 2016  | 2 710 301 | États-Unis  |
| 156  | Interstellar                                       | 2014  | 2 651 382 | États-Unis  |
| 157  | Kung Fu Panda 2                                    | 2011  | 2 646 097 | États-Unis  |
| 158  | Once Upon a Time... in Hollywood                   | 2019  | 2 633 185 | États-Unis  |
| 159  | Transformers 3 : La Face cachée de la Lune         | 2011  | 2 622 932 | États-Unis  |
| 160  | Black Swan                                         | 2011  | 2 617 032 | États-Unis  |
| 161  | Taken 3                                            | 2015  | 2 614 008 | France      |
| 162  | Deadpool 2                                         | 2018  | 2 600 250 | France      |
| 163  | Kung Fu Panda 3                                    | 2016  | 2 576 970 | États-Unis  |
| 164  | Iron Man 2                                         | 2010  | 2 575 265 | États-Unis  |
| 165  | The Amazing Spider-Man                             | 2012  | 2 541 995 | États-Unis  |
| 166  | Dunkerque                                          | 2017  | 2 525 630 | États-Unis  |
| 167  | Seul sur mars                                      | 2015  | 2 525 536 | États-Unis  |
| 168  | Fast & Furious 5                                   | 2011  | 2 517 576 | États-Unis  |
| 169  | Thor : Ragnarok                                    | 2017  | 2 513 412 | États-Unis  |
| 170  | Aladdin                                            | 2019  | 2 510 813 | États-Unis  |
| 171  | Very Bad Trip 2                                    | 2011  | 2 505 081 | États-Unis  |
| 172  | Batman v Superman : L'Aube de la justice           | 2016  | 2 500 796 | États-Unis  |
| 173  | Turbo                                              | 2013  | 2 472 511 | États-Unis  |
| 174  | Épouse-moi mon pote                                | 2017  | 2 471 839 | France      |
| 175  | Les Vacances du petit Nicolas                      | 2014  | 2 455 294 | France      |
| 176  | World War Z                                        | 2013  | 2 444 735 | États-Unis  |
| 177  | Ferdinand                                          | 2017  | 2 437 076 | États-Unis  |
| 178  | Fast and Furious: Hobbs and Shaw                   | 2019  | 2 433 635 | États-Unis  |
| 179  | Divergente 2 : L'Insurrection                      | 2015  | 2 422 688 | États-Unis  |
| 180  | Tout le monde debout                               | 2018  | 2 417 045 | France      |
| 181  | Mission impossible : Protocole Fantôme             | 2011  | 2 415 036 | États-Unis  |
| 182  | Polisse                                            | 2011  | 2 414 418 | France      |
| 183  | Pourquoi j'ai pas mangé mon père                   | 2015  | 2 411 239 | France      |
| 184  | Alvin et les Chipmunks 3                           | 2011  | 2 402 251 | États-Unis  |
| 185  | Dumbo                                              | 2019  | 2 397 405 | États-Unis  |
| 186  | Les Gardiens de la Galaxie                         | 2014  | 2 393 763 | États-Unis  |
| 187  | Robin des Bois                                     | 2010  | 2 385 387 | États-Unis  |
| 188  | Sherlock Holmes : Jeu d'ombres                     | 2012  | 2 381 964 | États-Unis  |
| 189  | Rio                                                | 2011  | 2 376 481 | États-Unis  |
| 190  | Le Grinch                                          | 2018  | 2 362 574 | États-Unis  |
| 191  | Mad Max: Fury Road                                 | 2015  | 2 360 586 | Australie   |
| 192  | Babysitting                                        | 2014  | 2 358 733 | France      |
| 193  | Thor : Le Monde des ténèbres                       | 2013  | 2 353 234 | États-Unis  |
| 194  | Hollywoo                                           | 2011  | 2 350 666 | France      |
| 195  | Les Croods                                         | 2013  | 2 350 349 | États-Unis  |
| 196  | Transformers : L'Âge de l'extinction               | 2014  | 2 343 189 | États-Unis  |
| 197  | Alad'2                                             | 2018  | 2 341 904 | France      |
| 198  | Ralph 2.0                                          | 2018  | 2 340 892 | États-Unis  |
| 199  | Logan                                              | 2017  | 2 333 382 | États-Unis  |
| 200  | Les Pingouins de Madagascar                        | 2014  | 2 327 491 | États-Unis  |

## De 201 à 300
| Rang | Titre                                           | Année | Entrées   | Nationalité                      |
| ---- | ----------------------------------------------- | ----- | --------- | -------------------------------- |
| 201  | The Amazing Spider-Man : Le Destin d'un héros   | 2014  | 2 323 393 | États-Unis                       |
| 202  | Potiche                                         | 2010  | 2 318 221 | France                           |
| 203  | Dragons                                         | 2010  | 2 316 829 | États-Unis                       |
| 204  | Spider-Man: Homecoming                          | 2017  | 2 311 502 | États-Unis                       |
| 205  | Man of Steel                                    | 2013  | 2 303 132 | États-Unis                       |
| 206  | Hôtel Transylvanie 2                            | 2013  | 2 301 547 | États-Unis                       |
| 207  | Les Infidèles                                   | 2012  | 2 301 045 | France                           |
| 208  | Les Trois Frères : Le Retour                    | 2012  | 2 289 408 | France                           |
| 209  | Venom                                           | 2018  | 2 284 848 | France                           |
| 210  | Suicide Squad                                   | 2016  | 2 284 058 | États-Unis                       |
| 211  | Comme des bêtes 2                               | 2019  | 2 271 152 | États-Unis                       |
| 212  | Ready Player One                                | 2018  | 2 268 439 | États-Unis                       |
| 213  | Les Schtroumpfs 2                               | 2016  | 2 263 030 | États-Unis                       |
| 214  | De l'autre côté du périph                       | 2016  | 2 231 910 | France                           |
| 215  | Ça                                              | 2017  | 2 223 006 | France                           |
| 216  | Les Femmes du 6e étage                          | 2011  | 2 213 187 | France                           |
| 217  | Les Visiteurs : La Révolution                   | 2016  | 2 200 452 | France                           |
| 218  | Retour chez ma mère                             | 2016  | 2 198 341 | France                           |
| 219  | Les Misérables                                  | 2019  | 2 170 323 | France                           |
| 220  | Prince of Persia : Les Sables du Temps          | 2010  | 2 169 011 | États-Unis                       |
| 221  | Wonder Woman                                    | 2017  | 2 165 068 | États-Unis                       |
| 222  | X-Men: Apocalypse                               | 2016  | 2 161 522 | États-Unis                       |
| 223  | Sherlock Holmes                                 | 2010  | 2 143 123 | États-Unis                       |
| 224  | Monstres Academy                                | 2013  | 2 136 161 | États-Unis                       |
| 225  | Men in Black 3                                  | 2012  | 2 129 210 | États-Unis                       |
| 226  | Divergente 3 : Au-delà du mur                   | 2016  | 2 109 689 | États-Unis                       |
| 227  | Hors normes                                     | 2019  | 2 108 551 | France                           |
| 228  | Insaisissables 2                                | 2016  | 2 106 456 | États-Unis                       |
| 229  | X-Men : Le Commencement                         | 2011  | 2 096 575 | États-Unis                       |
| 230  | Green Book : Sur les routes du sud              | 2018  | 2 090 550 | États-Unis                       |
| 231  | 9 mois ferme                                    | 2011  | 2 070 776 | France                           |
| 232  | Au revoir là-haut                               | 2017  | 2 055 669 | France                           |
| 233  | Maléfique                                       | 2014  | 2 046 776 | États-Unis                       |
| 234  | Alita: Battle Angel                             | 2019  | 2 033 168 | États-Unis                       |
| 235  | Boule et Bill                                   | 2013  | 2 007 296 | France                           |
| 236  | A Star Is Born                                  | 2018  | 2 006 777 | États-Unis                       |
| 237  | Santa & Cie                                     | 2017  | 1 990 159 | France                           |
| 238  | Wolverine : Le Combat de l'immortel             | 2013  | 1 989 081 | États-Unis                       |
| 239  | Au nom de la terre                              | 2019  | 1 975 583 | France                           |
| 240  | Doctor Strange                                  | 2016  | 1 973 652 | États-Unis                       |
| 241  | Bridget Jones Baby                              | 2016  | 1 972 668 | États-Unis                       |
| 242  | Expendables 2 : Unité spéciale                  | 2012  | 1 962 967 | États-Unis                       |
| 243  | Abominable                                      | 2019  | 1 958 194 | États-Unis Chine                 |
| 244  | Blanche-Neige et le Chasseur                    | 2012  | 1 955 857 | États-Unis                       |
| 245  | Le Petit Prince                                 | 2015  | 1 951 629 | France                           |
| 246  | Dark Shadows                                    | 2012  | 1 951 438 | États-Unis                       |
| 247  | Pattaya                                         | 2016  | 1 951 009 | France                           |
| 248  | Brice 3                                         | 2016  | 1 946 734 | France                           |
| 249  | Chocolat                                        | 2016  | 1 932 839 | France                           |
| 250  | De rouille et d'os                              | 2012  | 1 930 536 | France                           |
| 251  | Captain America : Le Soldat de l'hiver          | 2014  | 1 922 096 | États-Unis                       |
| 252  | Au-delà                                         | 2011  | 1 905 487 | États-Unis                       |
| 253  | Parasite                                        | 2019  | 1 884 582 | Corée du Sud                     |
| 254  | L'École buissonnière                            | 2017  | 1 883 285 | France                           |
| 255  | Assassin's Creed                                | 2016  | 1 876 898 | États-Unis                       |
| 256  | Le Choc des Titans                              | 2010  | 1 876 286 | États-Unis                       |
| 257  | Paddington 2                                    | 2017  | 1 873 918 | États-Unis                       |
| 258  | Stars 80                                        | 2012  | 1 866 409 | France                           |
| 259  | Seven Sisters                                   | 2017  | 1 862 681 | Belgique États-Unis              |
| 260  | Ant-Man et la Guêpe                             | 2018  | 1 851 813 | États-Unis                       |
| 261  | La Mule                                         | 2018  | 1 849 004 | États-Unis                       |
| 262  | Yéti et Compagnie                               | 2018  | 1 839 004 | États-Unis                       |
| 263  | Prometheus                                      | 2012  | 1 837 125 | États-Unis                       |
| 264  | Un bonheur n'arrive jamais seul                 | 2012  | 1 828 750 | France                           |
| 265  | Ballerina                                       | 2016  | 1 828 075 | France Canada                    |
| 266  | Projet X                                        | 2012  | 1 826 842 | États-Unis                       |
| 267  | Die Hard : Belle journée pour mourir            | 2013  | 1 824 376 | États-Unis                       |
| 268  | Belle et Sébastien : L'aventure continue        | 2015  | 1 818 384 | France                           |
| 269  | La Vie scolaire                                 | 2019  | 1 812 113 | France                           |
| 270  | Case départ                                     | 2011  | 1 799 957 | France                           |
| 271  | Alvin et les Chipmunks : À fond la caisse       | 2015  | 1 799 931 | États-Unis                       |
| 272  | Les Schtroumpfs et le Village perdu             | 2017  | 1 798 262 | États-Unis                       |
| 273  | Cloclo                                          | 2012  | 1 791 770 | France                           |
| 274  | Lion                                            | 2016  | 1 788 122 | États-Unis Royaume-Uni Australie |
| 275  | Split                                           | 2017  | 1 782 431 | États-Unis                       |
| 276  | Les Huit Salopards                              | 2015  | 1 779 974 | États-Unis                       |
| 277  | Kingsman : Le Cercle d'or                       | 2017  | 1 762 782 | États-Unis Royaume-Uni           |
| 278  | Ant-Man                                         | 2015  | 1 762 459 | États-Unis                       |
| 279  | Night and Day                                   | 2010  | 1 755 434 | États-Unis                       |
| 280  | Midnight in Paris                               | 2011  | 1 739 215 | États-Unis                       |
| 281  | Pierre Lapin                                    | 2018  | 1 737 492 | États-Unis                       |
| 282  | Creed 2                                         | 2018  | 1 733 124 | États-Unis                       |
| 283  | Warcraft : Le Commencement                      | 2016  | 1 730 863 | États-Unis                       |
| 284  | Hunger Games                                    | 2012  | 1 730 052 | États-Unis                       |
| 285  | Un monstre à Paris                              | 2011  | 1 724 560 | États-Unis                       |
| 286  | Justice League                                  | 2017  | 1 724 136 | États-Unis                       |
| 287  | Cendrillon                                      | 2015  | 1 721 624 | États-Unis                       |
| 288  | Thor                                            | 2011  | 1 714 453 | États-Unis                       |
| 289  | Les Nouveaux Héros                              | 2014  | 1 710 483 | États-Unis                       |
| 290  | Twelve Years a Slave                            | 2013  | 1 696 935 | États-Unis                       |
| 291  | L'Apprenti sorcier                              | 2010  | 1 690 564 | États-Unis                       |
| 292  | Belle et Sébastien 3 : Le Dernier Chapitre      | 2017  | 1 685 816 | France                           |
| 293  | Nicky Larson et le Parfum de Cupidon            | 2019  | 1 684 404 | France                           |
| 294  | Pokémon : Détective Pikachu                     | 2019  | 1 682 046 | États-Unis Japon                 |
| 295  | Kingsman : Services secrets                     | 2015  | 1 656 721 | États-Unis Royaume-Uni           |
| 296  | Les Mondes de Ralph                             | 2012  | 1 652 667 | États-Unis                       |
| 297  | Expendables : Unité spéciale                    | 2010  | 1 651 610 | États-Unis                       |
| 298  | Le Jeu                                          | 2018  | 1 639 781 | France                           |
| 299  | Creed : L'Héritage de Rocky Balboa              | 2015  | 1 633 655 | États-Unis                       |
| 300  | Les Aventures extraordinaires d'Adèle Blanc-Sec | 2010  | 1 629 404 | France                           |

## De 301 à 400
| Rang | Titre                                          | Année | Entrées   | Nationalité                     |
| ---- | ---------------------------------------------- | ----- | --------- | ------------------------------- |
| 301  | En eaux troubles                               | 2018  | 1 622 161 | États-Unis                      |
| 302  | Kong: Skull Island                             | 2017  | 1 613 179 | États-Unis                      |
| 303  | L'Odyssée de Pi                                | 2012  | 1 594 514 | États-Unis                      |
| 304  | Baywatch : Alerte à Malibu                     | 2017  | 1 590 369 | États-Unis                      |
| 305  | Drive                                          | 2011  | 1 580 623 | États-Unis                      |
| 306  | La Nuit au musée : Le Secret des Pharaons      | 2015  | 1 576 649 | États-Unis Royaume-Uni          |
| 307  | Gatsby le Magnifique                           | 2013  | 1 570 321 | États-Unis                      |
| 308  | J'accuse                                       | 2019  | 1 567 278 | France                          |
| 309  | Le Chant du loup                               | 2019  | 1 548 510 | France                          |
| 310  | La Nouvelle Guerre des boutons                 | 2011  | 1 542 231 | France                          |
| 311  | Le Retour de Mary Poppins                      | 2018  | 1 535 377 | États-Unis                      |
| 312  | Les Tuche                                      | 2011  | 1 534 491 | France                          |
| 313  | American Pie 4                                 | 2012  | 1 525 337 | États-Unis                      |
| 314  | Bis                                            | 2015  | 1 512 945 | France                          |
| 315  | Médecin de campagne                            | 2016  | 1 511 258 | France                          |
| 316  | Super 8                                        | 2011  | 1 506 877 | États-Unis                      |
| 317  | Ça: Chapitre 2                                 | 2019  | 1 496 163 | États-Unis                      |
| 318  | The Social Network                             | 2010  | 1 494 682 | États-Unis                      |
| 319  | L'Élève Ducobu                                 | 2011  | 1 486 877 | France                          |
| 320  | Jason Bourne                                   | 2016  | 1 486 874 | États-Unis                      |
| 321  | Le Mac                                         | 2010  | 1 481 381 | France                          |
| 322  | La Guerre des boutons                          | 2011  | 1 480 018 | France                          |
| 323  | Conjuring 2 : Le Cas Enfield                   | 2016  | 1 470 179 | États-Unis                      |
| 324  | Le Crime de l'Orient-Express                   | 2017  | 1 470 179 | États-Unis                      |
| 325  | J. Edgar                                       | 2011  | 1 443 476 | États-Unis                      |
| 326  | Donne-moi des ailes                            | 2019  | 1 437 724 | France                          |
| 327  | Mia et le Lion blanc                           | 2018  | 1 436 785 | France Allemagne Afrique du Sud |
| 328  | Transformers: The Last Knight                  | 2017  | 1 428 793 | États-Unis                      |
| 329  | Terminator Genisys                             | 2015  | 1 426 208 | États-Unis                      |
| 330  | Tout ce qui brille                             | 2010  | 1 420 183 | France                          |
| 331  | Le Parc des merveilles                         | 2019  | 1 420 070 | États-Unis Espagne              |
| 332  | Jack Reacher                                   | 2012  | 1 410 051 | États-Unis                      |
| 333  | X-Men: Dark Phoenix                            | 2019  | 1 403 901 | États-Unis                      |
| 334  | Solo: A Star Wars Story                        | 2018  | 1 403 780 | États-Unis                      |
| 335  | True Grit                                      | 2011  | 1 402 149 | États-Unis                      |
| 336  | La Fille du puisatier                          | 2011  | 1 401 319 | France                          |
| 337  | La Nonne                                       | 2018  | 1 394 105 | États-Unis                      |
| 338  | Il a déjà tes yeux                             | 2017  | 1 393 737 | France                          |
| 339  | Alice de l'autre côté du miroir                | 2016  | 1 378 990 | États-Unis                      |
| 340  | Tarzan                                         | 2016  | 1 374 249 | États-Unis                      |
| 341  | La Momie                                       | 2017  | 1 373 537 | États-Unis                      |
| 342  | Papa ou Maman 2                                | 2016  | 1 365 839 | France                          |
| 343  | La Forme de l'eau                              | 2017  | 1 362 606 | États-Unis                      |
| 344  | Largo Winch 2                                  | 2011  | 1 350 999 | France Belgique Allemagne       |
| 345  | Les Invisibles                                 | 2018  | 1 345 290 | France                          |
| 346  | Pentagon Papers                                | 2017  | 1 338 048 | États-Unis                      |
| 347  | Oblivion                                       | 2013  | 1 331 599 | États-Unis                      |
| 348  | Un sac de billes                               | 2017  | 1 315 049 | France                          |
| 349  | Sex and the City 2                             | 2010  | 1 315 049 | États-Unis                      |
| 350  | Bob l'éponge, le film : Un héros sort de l'eau | 2015  | 1 308 970 | États-Unis                      |
| 351  | La Vache                                       | 2016  | 1 307 493 | France                          |
| 352  | BlacKkKlansman : J'ai infiltré le Ku Klux Klan | 2018  | 1 305 781 | États-Unis                      |
| 353  | Passengers                                     | 2016  | 1 302 574 | États-Unis                      |
| 354  | Rock'n Roll                                    | 2017  | 1 300 270 | France                          |
| 355  | Le voyage extraordinaire de Samy               | 2010  | 1 298 046 | Belgique                        |
| 356  | Alien: Covenant                                | 2017  | 1 291 906 | États-Unis                      |
| 357  | Independence Day: Resurgence                   | 2016  | 1 291 530 | États-Unis                      |
| 358  | Glass                                          | 2019  | 1 290 169 | États-Unis                      |
| 359  | Monuments Men                                  | 2014  | 1 288 384 | États-Unis                      |
| 360  | The Karate Kid                                 | 2010  | 1 288 145 | États-Unis                      |
| 361  | Hugo Cabret                                    | 2011  | 1 285 647 | États-Unis                      |
| 362  | Patients                                       | 2017  | 1 284 147 | France                          |
| 363  | Le Dernier Loup                                | 2015  | 1 282 413 | Chine France                    |
| 364  | Mon beau-père et nous                          | 2010  | 1 277 762 | États-Unis                      |
| 365  | La Tête en friche                              | 2010  | 1 271 856 | France                          |
| 366  | Titeuf, le film                                | 2011  | 1 267 605 | France                          |
| 367  | Tomb Raider                                    | 2018  | 1 262 563 | États-Unis Royaume-Uni          |
| 368  | Joyeuse retraite !                             | 2019  | 1 259 687 | France                          |
| 369  | Rango                                          | 2011  | 1 259 125 | États-Unis                      |
| 370  | L'Odyssée                                      | 2016  | 1 252 489 | France                          |
| 371  | La Belle Époque                                | 2019  | 1 243 297 | France                          |
| 372  | Edge of Tomorrow                               | 2014  | 1 239 848 | États-Unis                      |
| 373  | Le Fils à Jo                                   | 2011  | 1 238 549 | France                          |
| 374  | Megamind                                       | 2010  | 1 233 106 | États-Unis                      |
| 375  | Annabelle 2 : La Création du mal               | 2017  | 1 232 440 | États-Unis                      |
| 376  | After : Chapitre 1                             | 2019  | 1 228 756 | États-Unis                      |
| 377  | La Folle Histoire de Max et Léon               | 2016  | 1 228 382 | France Belgique                 |
| 378  | Blade Runner 2049                              | 2017  | 1 227 518 | États-Unis                      |
| 379  | Percy Jackson : Le Voleur de foudre            | 2010  | 1 225 182 | États-Unis                      |
| 380  | Tron : L'Héritage                              | 2011  | 1 215 956 | États-Unis                      |
| 381  | En route !                                     | 2015  | 1 213 616 | États-Unis                      |
| 355  | Fatal                                          | 2010  | 1 208 113 | France                          |
| 382  | Les Lyonnais                                   | 2011  | 1 208 076 | France                          |
| 383  | Les Quatre Fantastiques                        | 2015  | 1 201 597 | États-Unis                      |
| 384  | Gainsbourg, vie héroïque                       | 2010  | 1 199 451 | France                          |
| 385  | Connasse, princesse des cœurs                  | 2015  | 1 199 096 | France                          |
| 386  | L'Homme qui voulait vivre sa vie               | 2010  | 1 196 015 | France                          |
| 387  | C'est quoi cette mamie ?!                      | 2019  | 1 190 987 | France                          |
| 388  | Valentine's Day                                | 2010  | 1 187 409 | États-Unis                      |
| 389  | Le Dernier Maître de l'air                     | 2010  | 1 184 473 | États-Unis                      |
| 390  | L'Agence tout risque                           | 2010  | 1 179 449 | États-Unis                      |
| 391  | La Famille Addams                              | 2019  | 1 178 679 | États-Unis                      |
| 392  | Sully                                          | 2016  | 1 178 535 | États-Unis                      |
| 393  | Le Grand Partage                               | 2015  | 1 169 659 | France                          |
| 394  | Conjuring : Les Dossiers Warren                | 2013  | 1 163 218 | États-Unis                      |
| 395  | Les émotifs anonymes                           | 2010  | 1 159 326 | France                          |
| 396  | Prisoners                                      | 2013  | 1 155 295 | États-Unis                      |
| 397  | San Andreas                                    | 2015  | 1 151 994 | États-Unis                      |
| 398  | Get Out                                        | 2017  | 1 145 664 | États-Unis                      |
| 399  | Ted 2                                          | 2015  | 1 145 097 | États-Unis                      |
| 400  | Neuilly sa mère, sa mère !                     | 2018  | 1 144 597 | France                          |

## De 401 à 444
| Rang | Titre                                | Année | Entrées   | Nationalité                        |
| ---- | ------------------------------------ | ----- | --------- | ---------------------------------- |
| 401  | Le Mans 66                           | 2019  | 1 138 077 | États-Unis                         |
| 402  | L'Ascension                          | 2017  | 1 136 827 | France                             |
| 403  | Les Incognitos                       | 2019  | 1 130 584 | États-Unis                         |
| 404  | L'Immortel                           | 2010  | 1 129 959 | France                             |
| 405  | L'amour c'est mieux à deux           | 2010  | 1 123 061 | France                             |
| 406  | À couteaux tirés                     | 2019  | 1 121 334 | États-Unis                         |
| 407  | Bumblebee                            | 2018  | 1 120 665 | États-Unis                         |
| 408  | Le Brio                              | 2017  | 1 114 497 | France                             |
| 409  | L'Italien                            | 2010  | 1 111 246 | France                             |
| 410  | Sahara                               | 2017  | 1 110 644 | France Canada                      |
| 411  | Real Steel                           | 2011  | 1 101 070 | États-Unis                         |
| 412  | Time Out                             | 2011  | 1 099 016 | États-Unis                         |
| 413  | Adopte un veuf                       | 2016  | 1 089 748 | France                             |
| 414  | Demain                               | 2015  | 1 087 306 | France                             |
| 415  | The Town                             | 2010  | 1 086 699 | États-Unis                         |
| 416  | The Ghost Writer                     | 2010  | 1 081 016 | États-Unis                         |
| 417  | Shazam!                              | 2019  | 1 075 884 | États-Unis                         |
| 418  | Imitation Game                       | 2014  | 1 073 025 | États-Unis                         |
| 419  | Scream 4                             | 2011  | 1 070 890 | États-Unis                         |
| 420  | Les Souvenirs                        | 2015  | 1 069 244 | France                             |
| 421  | Marguerite                           | 2015  | 1 065 499 | France République tchèque Belgique |
| 422  | Captain America: First Avenger       | 2011  | 1 061 166 | États-Unis                         |
| 423  | Juste la fin du monde                | 2016  | 1 058 503 | Canada France                      |
| 424  | Animaux et Cie                       | 2011  | 1 054 619 | Allemagne                          |
| 425  | La Promesse de l'aube                | 2017  | 1 053 288 | France Belgique                    |
| 426  | Un balcon sur la mer                 | 2010  | 1 047 647 | France                             |
| 427  | La Chance de ma vie                  | 2011  | 1 047 705 | France                             |
| 428  | American Nightmare 4 : Les Origines  | 2018  | 1 042 541 | États-Unis                         |
| 429  | Ad Astra                             | 2019  | 1 039 973 | États-Unis                         |
| 430  | Inséparables                         | 2019  | 1 037 582 | France                             |
| 431  | Les Saisons                          | 2016  | 1 027 723 | France                             |
| 432  | Tanguy, le retour                    | 2019  | 1 027 447 | France                             |
| 433  | À bras ouverts                       | 2017  | 1 027 319 | Belgique France                    |
| 434  | Ma part du gâteau                    | 2011  | 1 025 887 | France                             |
| 435  | Ghost in the Shell                   | 2017  | 1 021 231 | États-Unis                         |
| 436  | Première Année                       | 2018  | 1 014 821 | France                             |
| 437  | Sauver ou périr                      | 2018  | 1 014 439 | France                             |
| 438  | Cigognes et compagnie                | 2016  | 1 009 746 | États-Unis                         |
| 439  | La Grande Aventure de Maya l'abeille | 2014  | 1 006 536 | Allemagne Australie                |
| 440  | Sans identité                        | 2011  | 1 003 434 | États-Unis                         |
| 441  | Shaun le mouton, le film             | 2015  | 1 003 022 | Royaume-Uni France                 |
| 442  | L'Hermine                            | 2015  | 1 002 591 | France                             |
| 443  | La Loi du marché                     | 2015  | 1 001 498 | France                             |
| 444  | Le Dernier des Templiers             | 2011  | 1 000 723 | États-Unis                         |